# Ugljenični ciklus
Ugljenični ciklus je biogeohemijski ciklus, u kojem se ugljenik razmenjuje između biosfere, pedosfere, geosfere, hidrosfere i atmosfere na Zemlji. To je jedan od najvažnijih ciklusa na Zemlji i omogućave da ugljenik ponovno iskoriste novi organizmi.
Ugljenični ciklus su otkrili Antoan Lavoazje i Džozef Pristli, a kasnije je ideju razvio Hamfri Dejvi.

## Glavne komponente
| Rezervoar                 | Količina (gigatona) |
| ------------------------- | ------------------- |
| Atmosfera                 | 720                 |
| Okeani (ukupno)           | 38.400              |
| Ukupno neorganki          | 37.400              |
| Ukupno organski           | 1.000               |
| Površinski sloj           | 670                 |
| Duboki slojg              | 36.730              |
| Litosfera                 |                     |
| Sedimentarni karbonati    | > 60.000.000        |
| Kerogeni                  | 15.000.000          |
| Kopnena biosfera (ukupno) | 2.000               |
| Živa biomasa              | 600 - 1.000         |
| Mrtva biomasa             | 1.200               |
| Akvatična biosfera        | 1 - 2               |
| Gosilna goriva (ukupno)   | 4.130               |
| Ugalj                     | 3.510               |
| Nafta                     | 230                 |
| Gas                       | 140                 |
| Drugo (treset)            | 250                 |

Ugljenikov ciklus obuhvata sledeće glavne spremnike ugljenika:
- Zemljina atmosfera
- Zemljina biosfera, koja obično obuhvata sisteme slatke vode i nežive organske materijale, kao što je ugljenik u tlu.
- Okeani, uključujući rastvoreni neorganski ugljenik, te sve žive i nežive morske organizme
- Sedimenti, uključujući fosilna goriva
- Zemljina unutrašnjost, a to se odnosi na ugljenik koji se nalazi u Zemljinoj kori i plaštu, a ispušta se u atmosferu i hidrosferu preko vulkana i geotermalnih izvora

Godišnje kretanje ugljenika ili razmena između spremnika, se javlja zbog različitih hemijskih, geoloških i bioloških procesa. Okean sadrži najveći spremnik ugljenika, ali delovi u dubokim okeanima se ne razmenjuju tako brzo s atmosferom.
Proračun svetskog ugljenika je ravnoteža razmena (ulaza i izlaza) ugljenika između raznih spremnika. Taj proračun ukazuje na to da li neki spremnik služi kao izvor, ili kao mesto taloženja ugljenika.

### Ugljenik u Zemljinoj atmosferi
U Zemljinoj atmosferi ugljenik prvenstveno postoji kao gas ugljen dioksid (CO2). Iako je prisutan u samo malom udelu (oko 0,039%), igra vrlo važnu ulogu u održanju života. Ostali gasovi koji sadrže ugljenik su metan i hlorofluorougljenici (CFC ili freoni – samo zbog ljudskog uticaja). Stabla, trave i ostale zelene biljke, pretvaraju ugljen dioksid u ugljene hidrate, procesom koji se naziva fotosinteza, oslobađajući kiseonik u vazduh. Taj proces je prilično zastupljen kod novih šuma, gde stabla još uvek rastu. Kod belogoričnih šuma je taj proces najjači u proleće, kad se stvara lišće. To je dobro vidljivo na Kilingovoj krivoj merenja koncentracije ugljen dioksida. Prevladava najviše na severnoj hemisferi u proleće, jer južna hemisfera nema toliko kopna u umerenom pojasu.
- Šume sadrže 86% ugljenika iznad tla i 73% ugljenika u tlu, na Zemlji.[3]
- Površina okeana prema polovima ima sve više ugljenika, jer što je morska voda hladnija, to može da rastvori više ugljen dioksida iz vazduha, pretvarajući je u ugljenu kiselinu. Značajnu ulogu igra termohalinska pokretna traka, koja prebacuje gušću površinku vodu u unutrašnjost okeana.
- U gornjim područjima okeana, postoji velika biološka produktivnost, organizmi pretvaraju ugljenik u tkiva ili karbonate za tvrde zaštitne oklope, kao što su školjke ili puževi. Uglavnom se ugljenik taloži.
- Razgradnja ugljeno-silikatnih stena. Ugljena kiselina reaguje s razgrađenim stenama i stvara bikarbonatne jone, koje koriste morski organizmi za stvaranje zaštitnog tvrdog sloja. Ovaj ugljenik se ne vraća ponovno u atmosferu.
- Godine 1958. je izmereno u opservatoriji Mauna Loa, na Havajima, da ima 0,032% ugljen dioksida, dok je 2010. izmereno 0,0385% ugljen dioksida u atmosferi.[4]

Metan proizvodi veći efekat staklene bašte po zapremini u poređenju sa ugljen-dioksidom, ali postoji u znatno nižim koncentracijama i kratkotrajniji је od ugljen-dioksida, čineći ugljen-dioksid važnijim gasom staklene bašte.
Ugljenik se oslobađa u atmosferu na nekoliko načina:
- preko disanja, koje vrše biljke i životinje. To je egzotermna reakcija, koja oslobađa energiju u obliku toplote, a time je obuhvaćeno razlaganje molekula ugljenih hidrata na ugljen dioksid i vodu.
- preko raspadanja životinja i biljaka. Gljive i bakterije razlažu ugljenikova jedinjenja kod mrtvih životinja i biljaka, pretvarajući ugljenik u ugljen dioksid ili metan.
- preko izgaranja organskih materija, koje oksidiraju ugljenik u ugljen dioksid. Fosilna goriva kao što su nafta, ugalj i prirodni gas, oslobađaju ugljenik u obliku ugljen dioksida, koji je bio milionima godina odložen u geosferi. Izgaranje biogoriva isto oslobađa ugljen dioksid, koji je bio odložen samo par godina.
- preko proizvodnje cementa. Ugljen dioksid se oslobađa kada se zagreva krečnjak (3), da bi se dobio kreč (CaO), kao sastojak cementa.
- u delovima okeana koji su topliji, rastvoreni ugljen dioksid se vraća u atmosferu
- vulkanske erupcije i rekristalizacija stena, oslobađaju gasove u atmosferu. Vulkanski gasovi su pre svega vodena para, ugljen dioksid i sumpor dioksid.

### Ugljenik u biosferi
Ugljenik je osnovni sastojak života na Zemlji. Oko polovine suve težine (bez vode) živih organizama je ugljenik. On igra važnu ulogu u izgradnji ćelijske opne, u biohemiji i ishrani svih živih ćelija. Živi organizmi sadrže oko 575 x 1012 kg ugljenika, od čega najviše imaju stabla. Zemlja ima oko 1.500 x 1012 kg ugljenika, uglavnom u obliku organskog ugljenika.
- Autotrofi su organizmi koji stvaraju svoju organsku građu, koristeći ugljen dioksid iz vazduha ili iz vode u kojoj žive. Za to koriste spoljašnju energiju, a to je uglavnom sunčeva energija, koja omogućuje fotosintezu. Vrlo mali broj autotrofa koristi hemijsku energiju u procesu hemosinteze. Najvažniji autotrofi su fitoplanktoni u morima i okeanima, te stabla na kopnu. Fotosinteza sledi hemijsku reakciju:
- Ugljenik se prenosi iz biosfere heterotrofijom, a to je hranjenje na tuđim organizmima ili delu organizma. To uključuje gljive ili bakterije koje koriste mrtvi materijal, procesom vrenja ili raspadanjem.
- Većina ugljenika napušta biosferu preko ćelijskog disanja, koje oslobađa ugljen dioksid, hemijskom reakcijom . Drugi oblik je vanćelijsko disanje, kojim se oslobada metan u okolinu, atmosferu ili hidrosferu (močvarni gas).
- Izgaranje biomasa (šumski požari, drvo za gorenje) isto oslobađa znatnu količinu ugljen dioksida u atmosferu.
- Ugljenik može kružiti kroz biosferu kao mrtva materija (kao treset), koja ostaje u geosferi. Egzoskelet ili kalcijum karbonat iz ljuštura životinja, može postati krečnjak kroz proces sedimentacije.
- Ugljenik kruži i u dubokom okeanu, gde se određene vrste ljuskara, koje isto stvaraju tvrdu zaštitu, talože na dnu okeana.[8]

### Ugljenik u hidrosferi
Okeani sadrže oko 36.000 x 1012 kg ugljenika, uglavnom u obliku bikarbonatnih jona. Ekstremne oluje, kao što su uragani i tajfuni, talože velike količine ugljenika, budući da ispiraju velike količine sedimenata. Jedna studija u Tajvanu je utvrdila da je jedan tajfun isprao više ugljenika u okean, nego kiše koje padaju cele godine. Ti bikarbonatni joni su vrlo važni za uspostavljanje pH vrednosti u okeanima.
Ugljenik se stalno razmenjuje između okeana i atmosfere. U području uzlaznih struja, ugljenik se oslobađa u atmosferu. Suprotno, padaline prenose ugljen dioksid u okeane. Kada se ugljen dioksid rastvori u okeanu, tome sledi čitav niz hemijskih reakcija, koje su u ravnoteži u određenom delu:
Rastvaranje:
Pretvaranje u ugljeniču kiselinu:
Prva jonizacija:
 (bikarbonatni jon)
Druga jonizacija:
 (karbonatni jon)
Ravnoteža tih procesa se ispituje merenjima, koja su pokazala da je količina rastvorenog ugljenika u okeanima oko 10% količine ugljenika u atmosferi. Ako se količina ugljen dioksida poveća za 10% u atmosferi, količina rastvorenog ugljenika u okeanima se poveća za 1%.
U okeanima, rastvoreni karbonati uglavnom reaguju s kalcijumom, stvarajući nerastvorni kalcijum karbonat ili krečnjak (3), uglavnom kao zaštitne kućice za mikroskopske organizme. Nakon što ti organizmi uginu, krečnjak se taloži na dnu, što prestavlja najveći spremnik u ugljenikovom ciklusu.

## Literatura
- The Carbon Cycle, updated primer by NASA Earth Observatory, 2011
- Appenzeller, Tim (2004). „The case of the missing carbon”. National Geographic Magazine. – article about the missing carbon sink
- Bolin, Bert; Degens, E. T.; Kempe, S.; Ketner, P. (1979). The global carbon cycle. Chichester ; New York: Published on behalf of the Scientific Committee on Problems of the Environment (SCOPE) of the International Council of Scientific Unions (ICSU) by Wiley. ISBN 978-0-471-99710-8. Приступљено 2008-07-08.
- Houghton, R. A. (2005). „The contemporary carbon cycle”.  Ур.: William H Schlesinger. Biogeochemistry. Amsterdam: Elsevier Science. стр. 473–513. ISBN 978-0-08-044642-4.
- Janzen, H. H. (2004). „Carbon cycling in earth systems—a soil science perspective”. Agriculture, Ecosystems & Environment. 104 (3): 399—417. Bibcode:2004AgEE..104..399J. doi:10.1016/j.agee.2004.01.040.
- Millero, Frank J. (2005). Chemical Oceanography (3 изд.). CRC Press. ISBN 978-0-8493-2280-8.
- Sundquist, Eric; Broecker, Wallace S., ур. (1985). The Carbon Cycle and Atmospheric CO2: Natural variations Archean to Present. Geophysical Monographs Series. American Geophysical Union.

## Spoljašnje veze
- Carbon Cycle Science Program – an interagency partnership.
- NOAA's Carbon Cycle Greenhouse Gases Group
- Global Carbon Project – initiative of the Earth System Science Partnership
- „UNEP – The present carbon cycle – Climate Change carbon levels and flows”. Архивирано из оригинала 15. 09. 2008. г. Приступљено 14. 02. 2018.
- „NASA's Orbiting Carbon Observatory”. Архивирано из оригинала 09. 09. 2018. г. Приступљено 14. 02. 2018.
- „CarboSchools, a European website with many resources to study carbon cycle in secondary schools.”. Архивирано из оригинала 15. 04. 2009. г. Приступљено 14. 02. 2018.
- Carbon and Climate, an educational website with a carbon cycle applet for modeling your own projection.